# Кампаньяк (кантон)
Кампанья́к (фр. Campagnac) — кантон во Франции, находится в регионе Юг — Пиренеи, департамент Аверон. Входит в состав округа Мийо.
Код INSEE кантона — 1205. Всего в кантон Кампаньяк входят 5 коммун, из них главной коммуной является Кампаньяк.

## Коммуны кантона
| Коммуна             | Население, чел. (2006) | Почтовый индекс | Код INSEE |
| ------------------- | ---------------------- | --------------- | --------- |
| Кампаньяк           | 452                    | 12560           | 12047     |
| Ла-Капель-Бонанс    | 89                     | 12130           | 12055     |
| Сен-Лоран-д’Ольт    | 647                    | 12560           | 12237     |
| Сен-Мартен-де-Лен   | 219                    | 12130           | 12239     |
| Сен-Сатюрнен-де-Лен | 353                    | 12560           | 12247     |

## Население
Население кантона на 2006 год составляло 1 760 человек.
| 1962  | 1968  | 1975  | 1982  | 1990  | 1999  | 2006  | 2007 |
| ----- | ----- | ----- | ----- | ----- | ----- | ----- | ---- |
| 2 162 | 2 322 | 2 070 | 1 872 | 1 805 | 1 683 | 1 760 | —    |